# هوندا ان-باکس
هوندا ان-باکس (به انگلیسی: Honda N-BOX) (به ژاپنی: ホンダ・N-BOX) یک خودروی کی است که توسط شرکت هوندا و جهت عرضه در بازار ژاپن ساخته شده‌است. این خودرو، به همراه مدل ان-وان، بخشی از سری تازه‌سازی شدهٔ خودروهای شهری کی است. حرف «ان» (N) به کار رفته در نام این خودرو، پیشتر و در دهه‌های ۱۹۶۰ و ۱۹۷۰ در نام مدل ان۳۶۰ نیز استفاده شده‌بود.

## نسل نخست (۲۰۱۱–۲۰۱۷)
نسل اول هوندا ان-باکس در ۲۷ در ۲۷ اکتبر ۲۰۱۱ رونمایی شد و سپس در ۱۶ دسامبر همان سال وارد بازار کشور ژاپن شد.

## نسل دوم (۲۰۱۷–اکنون)
نسل دوم هوندا ان-باکس در ۲۵ مهٔ ۲۰۱۷ رونمایی شد و پس از آن ۳۱ اوت ۲۰۱۷ از طریق پخش زنده در یوتیوب به بازار معرفی شد.

### ایمنی
این خودرو به سیستم ایمنی هوندا سنسینگ مجهز است که شامل دستیار پیشگیری از تصادف و سیستم تشخیص عابر پیاده، هشدار خروج از مسیر، کنترل حرکت بین خطوط، و تشخیص تابلوها علائم راه می‌شود.